# Электрон (космический аппарат)

«Электрон-2»

«Электро́н» — серия из четырёх советских искусственных спутников Земли, запущенных в 1964 году.
Цель серии — исследование радиационных поясов Земли и связанных с ними физических явлений. Программа предусматривала исследование частиц радиационных поясов малых и больших энергий, магнитного поля, космических лучей, коротковолнового излучения Солнца, микрометеоритов. Полёты были приурочены к Международному году спокойного Солнца.
Спутники выводились по два одной ракетой-носителем типа Р-7, при этом один из спутников отделялся ещё на активном участке полёта (он размещался в трубе, расположенной перпендикулярно продольной оси ракеты, и «выстреливался» с помощью порохового двигателя), чтобы обеспечить выход спутников на разные орбиты и, таким образом, обеспечить одновременное наблюдение в двух разных точках. Орбиты были высокоэллиптическими, так что спутники могли исследовать радиационные пояса на всём их протяжении.
«Электрон-1» и «Электрон-2» были запущены 30 января 1964 года. Параметры орбит: наклонение 61°; для «Э-1» перигей 425 км, апогей 6000 км; для «Э-2» перигей 460 км,  апогей 60 000 км. «Э-1» проработал два месяца до 27 марта 1964 года (485 витков), а «Э-2» пять месяцев до 30 июля 1964 года (164 витка). Отказы спутников связаны с нехваткой электропитания из-за деградации солнечных батарей.
«Электрон-3» и «Электрон-4» были запущены 11 июля 1964 года. Программа полёта и параметры орбит были аналогичны «Э-1» и «Э-2». Конструкции аппаратов были усовершенствованы для экономии электропитания и увеличения ресурса солнечных батарей. «Э-3» работал шесть месяцев до 13 января 1965 года (1594 витка), «Э-4» более восьми месяцев до 23 мая 1965 года (281 виток).
На основании полученных данных НИИ ядерной физики МГУ составил «Модель космического пространства», позволяющую оценивать радиационную опасность при полётах космических аппаратов и разрабатывать меры радиационной защиты.